# Nymphaea capensis
Nymphaea capensis é uma planta aquática da família dos nenúfares Nymphaeaceae. Nativa de África, a planta é encontrada a crescer abundantemente em habitats de água doce nas regiões tropicais de África, e como uma espécie introduzida na Austrália, no estado da Florida, e noutras áreas tropicais. O bolbo desta planta pode sobreviver a períodos relativamente longos de tempo sem chuva no leito de um rio seco. Durante a estação das chuvas, à medida que o leito do rio ou do pântano se enche, o bolbo brota com folhas e flores.
O nenúfar-azul-do-cabo cresce melhor em pleno sol a semi-sol e em águas relativamente pouco profundas.

## Galeria

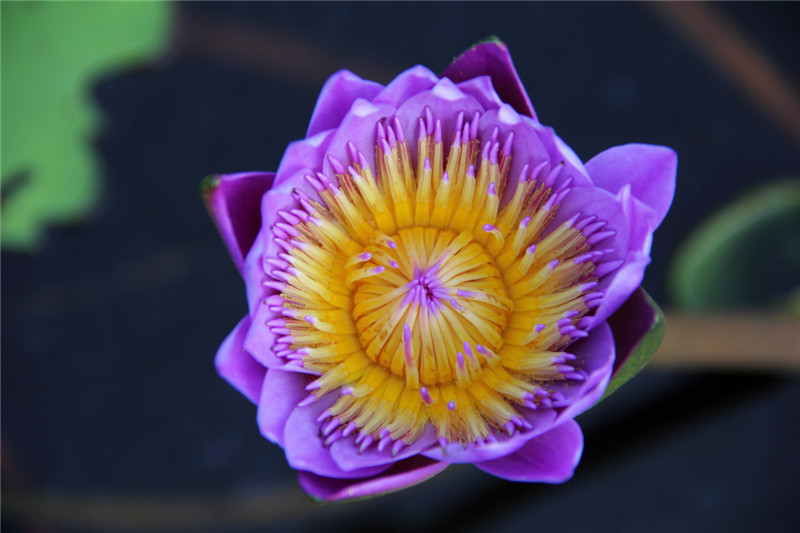
Botão de Nymphaea capensis;
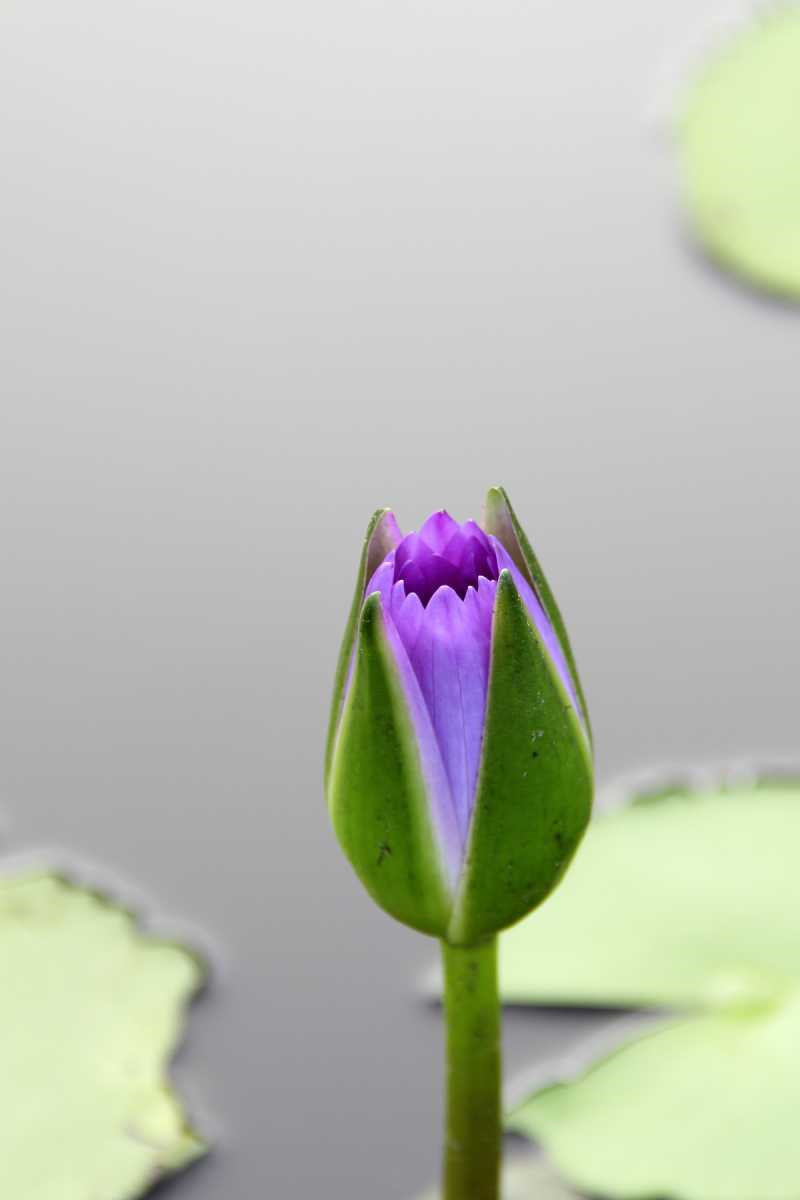
Rebento de Nymphaea capensis;